# Wapen van Haacht

Het wapen van Haacht sinds 1986.

Het Wapen van Haacht is het heraldisch wapen van de Belgische gemeente Haacht. Dit wapen werd voor het eerst op 25 februari 1845 en vervolgens opnieuw op 8 juli 1986 aan de gemeente toegekend.

## Geschiedenis
Het huidige wapen is nagenoeg identiek aan het oude gemeentewapen uit 1845, maar heeft nu de historisch correcte kleuren en de fleur-de-lis zijn nu ook onderaan afgesneden. Het wapen is gebaseerd op dat van de heren van Rotselaar, die sinds de 13e eeuw heren van Haacht waren. De zegels van de lokale raad uit de 14e tot de 16e eeuw hebben allemaal een schild met drie fleur-de-lis erop. Toen het wapen in 1845 voor het eerst werd toegekend aan Haacht, werden de verkeerde kleuren (zilver op sabel) opgegeven, hetgeen vermoedelijk berust op een misinterpretatie van de kleuren in een oud document.

## Blazoen
Het wapen heeft de volgende blazoenering:
In zilver drie staande lelies van keel.

## Verwant wapen

Het wapen van Rotselaar.